# Ellis Island (canción)
Ellis Island es un tema de la banda irlandesa The Corrs, editado en su sexto álbum de estudio, White Light.

## Canción
El tema hace referencia a la Isla de Ellis, en Nueva York, lugar de cuarentena para los inmigrantes que llegaban a Estados Unidos en el siglo XX. Muchos de esos inmigrantes fueron irlandeses, por ello la canción menciona a Annie Moore, la primera inmigrante irlandesa en pasar por la isla.
Es el track número siete del álbum y, aunque no fue lanzada como single debido a la escasa repercusión del trabajo, fue interpretada en televisión y en la gira White Light Tour.

## Créditos
- Andrea Corr: voz y tin whistle
- Sharon Corr: violín y coros
- Caroline Corr: bodhrán y coros
- Jim Corr: piano